# Hoburgsmyr
Hoburgsmyr este o arie protejată (arie specială de conservare — SAC, sit de importanță comunitară — SCI) din Suedia întinsă pe o suprafață de 169,6 ha, integral pe uscat.

## Localizare
Centrul sitului Hoburgsmyr este situat la coordonatele 57°49′20″N 18°50′54″E / 57.8221°N 18.8484°E.

## Înființare
Situl Hoburgsmyr a fost declarat sit de importanță comunitară în ianuarie 1997 pentru a proteja 1 specie de plante. Situl a fost protejat și ca arie specială de conservare în martie 2011.

## Biodiversitate
Situată în ecoregiunea boreală, aria protejată conține 7 habitate naturale: Alvar nordic și șisturi calcaroase precambriene, Pajiști uscate seminaturale și facies de acoperire cu tufișuri pe substraturi calcaroase (Festuco-Brometalia) (* situri importante pentru orhidee), Lespezi calcaroase, Mlaștini alcaline, Taiga vestică, Mlaștini calcaroase cu Cladium mariscus și specii de Caricion davallianae, Pajiști carstice calcaroase sau bazofile, de Alysso-Sedion albi.
La baza desemnării sitului se află o specie protejată de  plante: Tortella rigens.